# Котлярский, Абрам Маркович
Абрам Маркович Котля́рский (1905—1970) — советский горный инженер-электромеханик, основоположник теории и конструктивных решений взрывозащищённого рудничного (шахтного) электрооборудования.

## Биография
Родился в 1905 году в Крюковом посаде (ныне Кременчуг, Полтавская область, Украина) в семье служащего.
В 1920 году переехал в Екатринослав, где начал свою трудовую деятельность в должности дезинфектора находившегося там Харьковского военно-санитарного управления.
В 1922 году, путём самообразования, поступил в Днепропетровский горный институт, который успешно окончил в 1926 году.
По окончании вуза направлен в Донбасс, где работал шахтах и рудоремонтном заводе.
В 1929 году приглашён на работу в МакНИИ на должность заведующего научно-исследовательской станцией электрооборудования.
В 1930 году Днепропетровским горным институтом А. М. Котлярскому присвоена квалификация «горный инженер-электромеханик».
В 1941 году назначен заместителем директора МакНИИ по научной части.
После начала Великой Отечественной войны, в связи с приближением немецко-фашистских войск к Донбассу, в октябре 1941 года вместе с институтом выехал в эвакуацию в город Ленинск-Кузнецкий, где МакНИИ оказывал научную и практическую помощь в развитии угольных шахт Кузбасса.
В 1943 году, после освобождения Донбасса и возвращения института в Макеевку принимал активное участие в восстановлении разрушенных шахт.
В 1945 году решением Народного комиссариата угольной промышленности и Народного комиссариата внешней торговли СССР направлен в командировку в США, где выполнял задание в рамках программы развития промышленного и торгового сотрудничества.
В марте 1947 года вернулся в Макеевку. В апреле того же года, в соответствии с приказом Министра угольной промышленности СССР, вновь приступил к исполнению обязанностей заместителя директора МакНИИ по научной части.
В 1948 году защитил диссертацию на соискание учёной степени кандидата технических наук. В том же году решением ВАК А. М. Котлярскому присвоено учёное звание старшего научного сотрудника.
Осуществлял научное руководство научно-исследовательскими и опытно-конструкторскими работами по созданию и внедрению первого отечественного взрывобезопасного электрооборудования для угольных шахт. По результатам этих работ был удостоен звания лауреата Сталинской премии в 1951 году.
Умер в 1975 году. Похоронен в Макеевке (Донецкая область, Украина).

## Награды и премии
- орден Трудового Красного Знамени
- Сталинская премия третьей степени (1951) — за создание и внедрение взрывобезопасного рудничного электрооборудования.
- медали

## Память

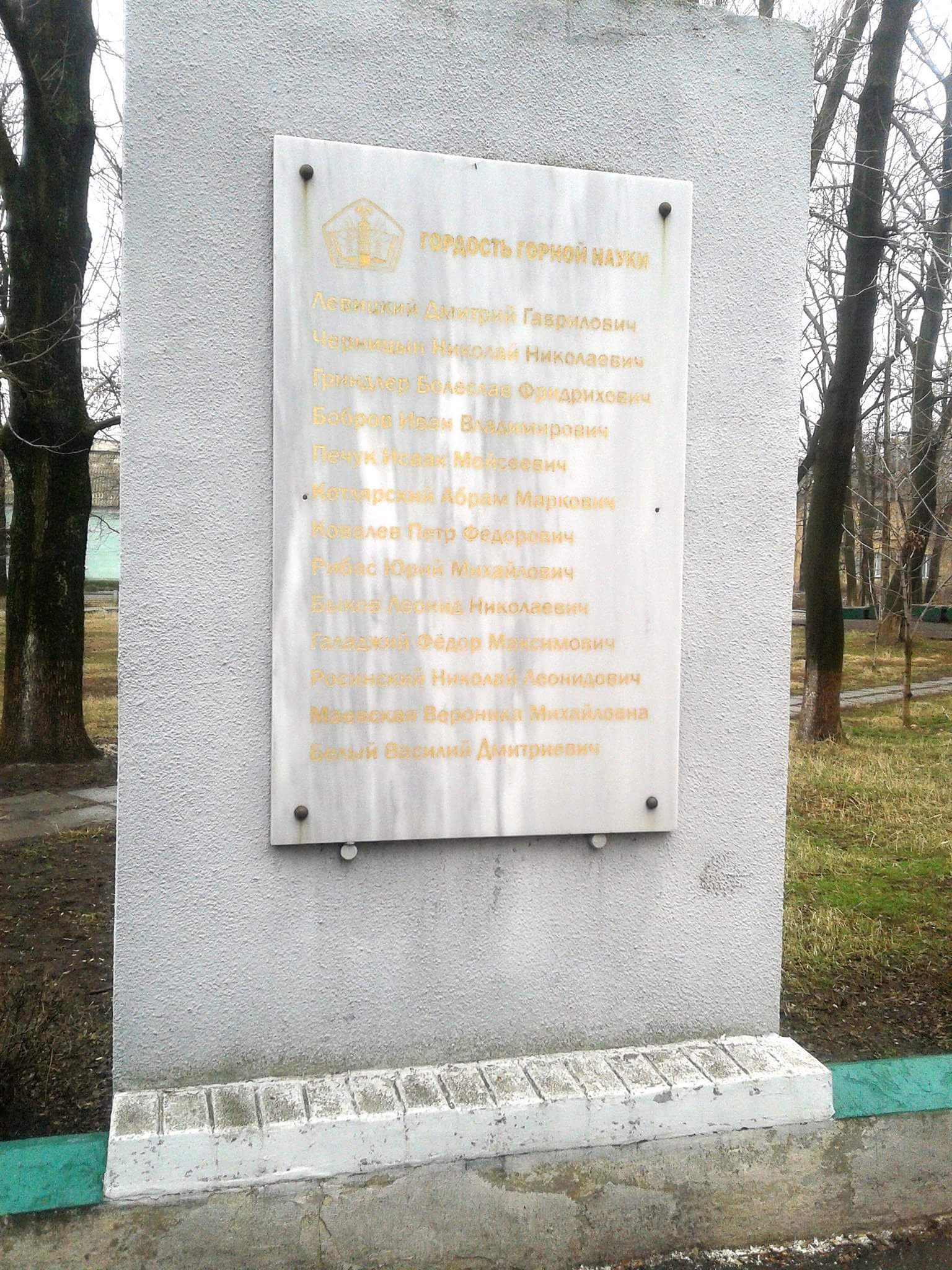
Мемориальная доска выдающимся учёным МакНИИ, 2016

Имя А. М. Котлярского нанесено на мемориальную доску в память о выдающихся учёных МакНИИ, установленную на территории института.